# 颍州府城隍庙
颍州府城隍庙位于中国安徽省阜阳市颍州区鼓楼街道建设街23号。始建于明洪武二年（1369年），清乾隆年间扩建。民国年间改作中山纪念堂、民众教育馆。中华人民共和国成立后，颍州府城隍庙由阜阳市群艺馆（后改称阜阳市文化馆）管理使用，但因维护不当而受损。2012年公布为安徽省文物保护单位。当地政府于2019年对寢殿进行维修，并计划进一步重建恢复城隍庙原有规模。现存建筑有大殿、寢殿。大殿为单檐歇山，面阔五间、进深三间，建筑面积250平方米。寢殿为两层楼阁式建筑，建筑面积300余平方米。